# Lípa v Brtníkách
Lípa v Brtníkách je památný strom lípa malolistá (Tilia cordata) v Brtníkách, místní části obce Staré Křečany v okrese Děčín v Ústeckém kraji, v Chráněné krajinné oblasti Labské pískovce. Solitérní strom roste u silnice na dvoře u čp.  219, pod místním hřbitovem v Brtníkách, asi 550 m západně od Kaple Nejsvětější Trojice. Již v minulosti byly zality betonem dutiny po silných kosterních větvích. V roce 1997 se provedl zdravotní řez a odlehčení koruny, v roce 2008 došlo k vyřezání suchých větví a odstranění výmlatků z kmene. Mohutná, bohatě větvená koruna sahá po jejím snížení do výšky 16 m, obvod kmene měří 635 cm (měření 2010). Stáří lípy bylo v roce 1996 odhadováno na 280 let. Lípa je chráněna od roku 1996 jako krajinná dominanta, strom významný stářím a vzrůstem.

## Stromy v okolí
- Fořtovská lípa
- Wäberova douglaska v Kopci
- Javor klen v Mikulášovicích